# Vila Maior (Santa Maria da Feira)
Vila Maior is een plaats (freguesia) in de Portugese gemeente Santa Maria da Feira en telt 1 438 inwoners (2001).